# Manus (Romeins recht)

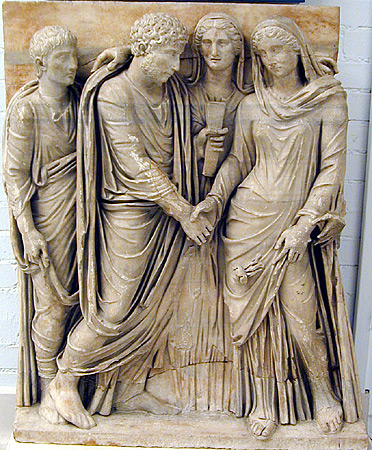
Reliëf op een sarcofaag met dextratrum iunctio, waarbij beide echtgenoten elkaars rechterhand vasthouden (British Museum).

Manus (letterlijk: hand) was in het Romeinse recht in engere zin zoveel als potestas en mancipium, de macht van de pater familias (huisvader) in het algemeen. In eigenlijke zin echter is manus de macht van de man over zijn echtgenote in het Romeinse huwelijk (matrimonium).
De vrouw kwam in de manus van de man:

1) door confarreatio, welk handeling zowel de manus als het huwelijk tot stand bracht;

2) door coëmptio, dit is mancipatio of een schijnkoop (afkomstig van het oeroud gebruik om de vrouw te kopen), welke handeling enkel manus niet het huwelijk tot stand bracht;

3) door usus (in zeker opzicht verjaring of usucapio), wanneer de vrouw een jaar lang onafgebroken in het huis van de man bleef.
De vrouw die in manum mariti convenit, heette materfamilias, zij behoorde de man als een dochter toe (filiae loco) en was geheel en al overgegaan in zijn familie- en agnatiebetrekking. Niet alleen bracht zij de man haar vermogen als eigendom aan, maar ook wat zij later verkreeg, daar zij voor zichzelf niets verkrijgen kon. De huislijke rechtsmacht van de man was echter niet alleen een gevolg van manus-huwelijken, maar had ook bij andere plaats (iudicium domesticum).